# Rivodutri
Rivodutri (Riùtri in dialetto sabino) è un comune italiano di 1 123 abitanti della provincia di Rieti nel Lazio.

## Geografia fisica

### Territorio
Il comune è posto sulle falde occidentali del massiccio del Terminillo, a quote collinari poco sopra la Piana Reatina, posta a sud-ovest del paese.

### Clima
Classificazione climatica: zona E, 2384 GR/G

## Storia

### Protostoria
Presso le sorgenti di Santa Susanna è venuto alla luce un importante abitato perilacustre del Bronzo recente (XII secolo a.C.), posto a ridosso della strada. I reperti protostorici furono rinvenuti nel 1928 in occasione di alcuni interventi di bonifica, durante i quali tornarono alla luce trecento frammenti fittili pertinenti a vasellame domestico da stoccaggio (dolia), da cucina (olle e fornelli), da mensa (tazze e ciotole), tutti reperti che bene si inquadrano in un contesto abitativo.
Interessante il rinvenimento di alcuni tronchi di legno fossilizzati paralleli al fiume e pertinenti ad un villaggio palafitticolo perilacustre. Comparvero anche le tracce di alcune opere di bonifica (tra cui dei canali artificiali). Stando agli indizi di combustione il sito venne devastato da un incendio, forse già nella prima età del Ferro.
Questo insediamento, rimasto anonimo da sempre, è stato identificato recentemente nell’antica Carsula, città degli Aborigeni, che secondo Dionigi di Alicarnasso sorgeva lungo la Via Curia (corrispondente grossomodo alla Ternana), 14 km dopo Rieti.
Questo insediamento si estendeva verso sud fino ad occupare anche le rive del vicino Lago Lungo, dove è stato rinvenuto un altro villaggio perilacustre, connesso in qualche modo al precedente e frequentato ininterrottamente dal Bronzo antico al Bronzo finale.

### Medioevo
Il territorio di Rivodutri, come tutta la Piana Reatina, nel corso del Duecento fu frequentato da San Francesco d'Assisi. Due episodi della sua vita sono rimasti legati al paese: uno è quello del temporale che lo avrebbe sorpreso mentre meditava monte Fausola, occasione in cui il santo trovò riparo sotto un albero di faggio, che avrebbe piegato i propri rami per coprirlo meglio; l'altro è quello dell'asino che, su ordine del santo, si sarebbe tolto i ferri, per restituirli a un maniscalco che chiedeva di essere pagato per averli forniti.
Le prime notizie del castrum medievale risalgono al 1375, quando Rivodutri divenne una roccaforte dei guelfi reatini, espulsi dai ghibellini per controversie circa l’opportunità (o meno) di allearsi con la lega capeggiata dal comune di Firenze contro il papa. I guelfi di Rieti, d’intesa con alcune famiglie di Rivodutri, cacciarono dal paese le persone meno fidate e fecero della rocca una base di guerra contro i reatini, in accordo con i cantaliciani ed i civitesi. Quando i ghibellini ammorbidirono le loro posizioni in seno alla lega antipapale, il comune di Rieti riconquistò Rivodutri, annettendolo ai domini dello Stato Pontificio, In seguito il paese serbò sempre fede ai reatini, partecipando alle lotte che questi sostennero contro Cantalice, Lugnano e Civita.

### Rivodutri, 1944: cronaca di una giornata nera
All'alba di venerdì 31 marzo 1944 giunge, nella frazione posta ai piedi del paese, un distaccamento tedesco composto di due carri armati e di un centinaio di uomini. Nella falsa convinzione che il paese fosse, se non il covo, almeno un rifugio preferito di partigiani, i tedeschi incominciano a sparare col cannoncino nell’intento di snidarli. Dal momento che nessuno risponde ai colpi, si accontentano di perquisire le singole case di quella frazione, iniziando poi la salita a Rivodutri.
Nell'ascesa al paese incontrano un anziano contadino che, alla vista improvvisa di tale spiegamento di forze, cerca invano di cambiare strada. Freddato immediatamente a colpi di moschetto e lasciato sul selciato, i tedeschi continuano la salita ricominciando a sparare alla cieca per snidare eventuali ribelli. Due tiri di cannone in via Umberto I colpiscono e diroccano una casa fiancheggiante la strada ed una donna resta uccisa nel proprio letto.
Intanto nel paese, dal parapetto del Caffiero, due giovanotti sparano alcuni colpi di fucile senza colpire alcuno. I tedeschi al sentire quei colpi si convincono maggiormente che in paese sia presente un forte nucleo di ribelli e cominciano a sparare sul serio contro le case prospicienti la pianura. Molte vengono colpite, danneggiate ed incendiate. Alcuni colpi giungono (forse volutamente) sul campanile e la campana maggiore viene spaccata. In poco tempo entrano in borgo i due carri armati e gli uomini, mentre sulle circostanti colline reparti di tedeschi armati prendono posizione, ponendo il paese in stato di assedio.
Allarmatissimo per quanto succede, il parroco scende in chiesa e decide di mettere in salvo il SSmo Sacramento. Intanto, sul tetto e sulle mura battono i proiettili, che lo costringono in breve tempo ad uscire sulla piazza.
Subito i soldati entrarono nelle case e ne cacciarono gli abitanti, che, radunati come bestie sulla via, vennero spinti sulla piazza del Comune. L’aspetto degli assalitori era così scuro e deciso che tutti fummo convinti che ci avrebbero fucilati in massa.[…]
Qualche istante dopo arriva un contrordine. Parroco e podestà vengono lasciati liberi. Intanto i soldati e i graduati procedono al rastrellamento del restante del paese e, con tale pretesto, in assenza degli abitanti, fanno man bassa su quanto loro capita sotto mano. Molte case vengono spogliate completamente, altre gravemente danneggiate ed altre incendiate. Anche la chiesa della SS Annunziata, da quanto emerge dalle successive denunce del parroco, viene "minutamente perquisita".
Il comandante dà ordine di radunare tutti gli abitanti nella chiesa parrocchiale, che viene poi circondata e munita interamente di soldati armati di mitragliatrici.
Dal mattino alle sette fino alle sei di sera tutti quei poveri cristiani rimasero nella casa di Dio con lo spavento della morte. Verso le sedici si permise alle madri e alle donne di uscire e di portare a casa i bambini e si ritennero gli uomini, che, controllati uno per uno, furono accantonati in una sessantina destinati ad essere deportati. Quello strazio divenne un urlo solo e disperato, quando quei disgraziati, fatti salire sopra un camion, vennero allontanati dal paese che restò immerso nella più nera desolazione.[…]
Bilancio della giornata: nove morti e sessantasette deportati per funzioni di lavoro coatto.

## Monumenti e luoghi d'interesse
Rivodutri conserva per gran parte il suo aspetto antico, con edifici del Quattrocento e del Cinquecento.
Chiesa di San Michele Arcangelo
Nella parrocchiale di San Michele Arcangelo, patrono del paese, si trova una pregevole tela settecentesca raffigurante “Gesù crocifisso, con San Giovanni, Maria Addolorata e la Maddalena”.
Chiesa della Madonna della Valle
Altra chiesa molto amata, meta di pellegrinaggi, è quella della Madonna della Valle, eretta nel luogo in cui, nel 1652, la Vergine apparve a tale Alessio Damiani. Si tentò quindi di trasferire nella chiesa del paese l’immagine della Madonna che però, miracolosamente, fu rinvenuta nella chiesa originaria (l’episodio si verificò varie volte). Nacque allora l’idea di trasportare altrove, insieme all’immagine, l’intero scoglio sul quale era comparsa la Madonna e di costruire sullo stesso l’attuale santuario settecentesco.
Porta alchemica
La porta alchemica, collocata in via Umberto I, è un monumentale arco secentesco decorato con bassorilievi esoterici, la cui simbologia è però diversa quella della più nota Porta Alchemica di Roma. L'arco oggi dà accesso a un piccolo giardino, ma in passato costituiva l'accesso principale di un palazzo oggi non più esistente (palazzo Camiciotti). Uno studio recente, svolto da Franco Lelli, colloca il manufatto nella seconda metà del 1700 e lo vuole destinato a ornare l'ingresso della casa di una coppia di giovani sposi. La simbologia rimanda a temi cattolici, biblici, mitologici, cristologici ed alchemici, ma solo, questi ultimi, nella misura dettata dal periodo storico della sua realizzazione. Il richiamo "alchemico" sta tutto nella forza dell'amore, capace di trasformare magicamente, esotericamente i soggetti che si amano. I due volti che sovrastano l'Arco sono riconducibili a Dioniso ed Arianna, espressione del legame di Cristo e la Chiesa, confermati dalla sottostante indicazione "UNA (CARO?)" una sola carne, come ricorda la lettera di S.Paolo Apostolo agli Efesini, diretta ai doveri di moglie e marito. (Franco Lelli, L'Arco di Rivodutri e L'Amore Alchemico, Amarganta, Rieti, 2018.

### Aree naturali
Sorgenti di Santa Susanna
All'interno del territorio comunale (nei pressi della frazione Piedicolle) si trova la sorgente di Santa Susanna, dalla straordinaria portata di 5000 litri al secondo che la rende una delle più grandi d'Europa. Nella sorgente, in periodo natalizio, viene allestito un presepe subacqueo. In corrispondenza della sorgente si trova un giardino botanico attrezzato con panchine e parco giochi e un laghetto popolato dai cigni. Dalla sorgente hanno origine il fiume Santa Susanna (che, dopo aver alimentato un antico mulino, si getta nel lago di Ripasottile) e il canale di Santa Susanna (che sfocia direttamente nel fiume Velino). Le acque di questi due corsi d'acqua sono ricche di pesci d'acqua dolce come la trota, che costituisce una delle principali specialità gastronomiche locali.
Riserva parziale naturale dei Laghi Lungo e Ripasottile
Esiste anche il sentiero di Gabriele ed è curato dall'associazione Inachis.
Parte del territorio comunale è compreso all'interno di una riserva naturale di cui fanno parte le già citate sorgenti di Santa Susanna, ma anche i laghi Lungo e Ripasottile. All'interno della riserva si trova una zona umida circondata dai canneti, che fornisce riparo a numerose specie di uccelli migratori, e ha mantenuto un ambiente simile a quello precedente alla bonifica della Piana Reatina.

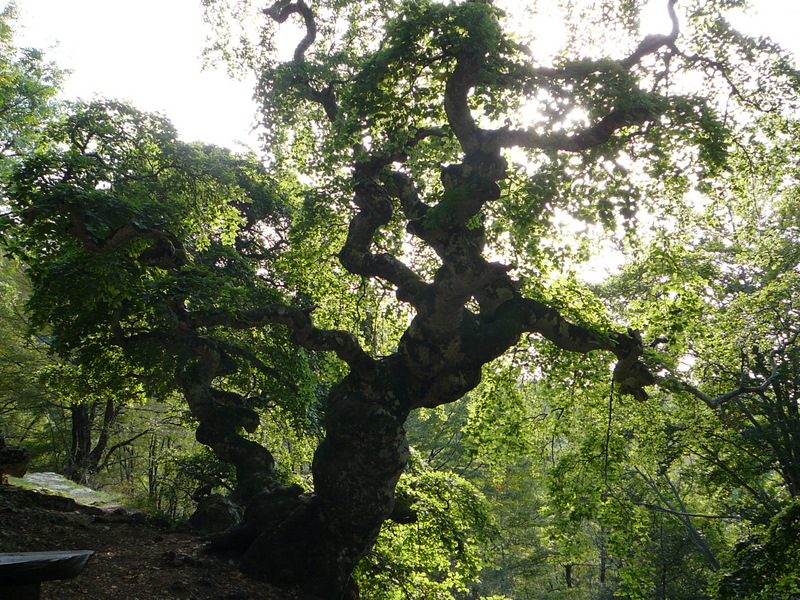
Il faggio di San Francesco

Cammino di Francesco e Faggio di San Francesco
All'interno del comune, il principale luogo legato al passaggio di San Francesco d'Assisi è un maestoso albero di faggio, di forma e dimensioni straordinarie, detto "faggio di San Francesco". L'albero, ormai secolare, si trova in un bosco situato sulle pendici del monte Fausola (nei pressi della frazione Cepparo) ed è annoverato tra i monumenti naturali della regione Lazio. La sua particolare fisionomia è causata da una rarissima mutazione genetica, ad oggi riscontrata solo in altri due esemplari in tutto il pianeta.
La tradizione vuole che l'albero abbia piegato i suoi rami e assunto questa forma per preparare un comodo giaciglio a San Francesco, che vi trovò riparo durante un temporale. Accanto all'albero si trova inoltre un sasso con l'impronta che, secondo la leggenda, sarebbe stata lasciata nel momento in cui, male apostrofato da un maniscalco che gli chiedeva il pagamento per la ferratura del suo asino, il santo scese dalla groppa e ordinò alla bestia di restituire i ferri. Il faggio e gli altri luoghi francescani della Piana Reatina sono collegati dal Cammino di Francesco, un percorso immerso nella natura, meta di turisti e pellegrini.

## Società

### Evoluzione demografica
Abitanti censiti

## Amministrazione
Nel 1923 passa dalla provincia di Perugia, in Umbria, alla provincia di Roma, nel Lazio, e nel 1927, a seguito del riordino delle circoscrizioni provinciali stabilito dal regio decreto n. 1 del 2 gennaio 1927, per volontà del governo fascista, quando venne istituita la provincia di Rieti, Rivodutri passa a quella di Rieti.
| Periodo | Periodo   | Primo cittadino   | Partito               | Carica  | Note       |
| ------- | --------- | ----------------- | --------------------- | ------- | ---------- |
| 1995    | 1999      | Anselmo Micheli   | lista civica          | Sindaco |            |
| 1999    | 2004      | Primo Micacchi    | lista civica          | Sindaco | 2º mandato |
| 2004    | 2009      | Primo Micacchi    | Lista civica          | Sindaco |            |
| 2009    | 2014      | Barbara Pelagotti | Lista civica          | Sindaco |            |
| 2014    | 2019      | Barbara Pelagotti | Lista civica          | Sindaco | 2º mandato |
| 2019    | 2024      | Michele Paniconi  | Insieme per Rivodutri | Sindaco |            |
| 2024    | in carica | Michele Paniconi  | Insieme per Rivodutri | Sindaco | 2º mandato |

### Gemellaggi
- Seregélyes
- Candelario

### Altre informazioni amministrative
- Fa parte della Comunità montana Montepiano Reatino